# بريان ماكان
بريان ماكان (بالإنجليزية: Bryan McCann)‏ هو لاعب كرة قدم أمريكية أمريكي، ولد في 29 سبتمبر 1987 في لوتون في الولايات المتحدة.

## وصلات خارجية
- بريان ماكان على موقع مرجع كرة القدم المحترفة.كوم (الإنجليزية)